# HTV (canal de televisión)
HTV (acrónimo de Hispanic Televisión) es un canal de televisión por suscripción latinoamericano que ofrece programación musical con entrevistas, eventos y ritmos locales.

## Historia
El canal inició operaciones el 1 de enero de 1995 para Latinoamérica con sede en Miami, bajo el mando de los directores Bob Béhar y Daniel Sawicki, de Hero Communications.
En marzo de 1999, el canal fue adquirido por Cisneros Television Group (que pasó a ser Claxson Interactive Group en 2000, luego de fusionarse con Ibero American Media Partners y el portal El Sitio). En octubre de 2000, el canal se relanzó renovando su imagen y gráficas, recibiendo un nuevo logotipo por primera vez, incluyendo nueva programación.
Durante los primeros años del canal, HTV poseía en su programación videos musicales de varios géneros latinoamericanos como salsa, merengue, hip-hop, cumbia, pop, reggae y baladas románticas.
En 2005, HTV celebró 10 años al aire y por su aniversario, estrenó nuevas gráficas, además de nueva programación, en donde se incluyeron nuevos programas como H-Urbano, un espacio que reunía en dos horas a los mejores exponentes del reguetón, a través de sus últimos videoclips. Tras la firma de un acuerdo con Perfect Image Film and Video Production, HTV comenzaría a emitir el programa JAMZ, un espacio de videoclips, reportajes y conciertos en torno al reguetón.
En 2007, la empresa Turner Broadcasting System Latin America adquirió el canal, junto a un paquete de señales pertenecientes a Claxson Interactive Group (Space, I.Sat, Infinito, MuchMusic, Fashion TV y Retro), la cual se concretó con la aprobación final de la Comisión Nacional de Defensa de la Competencia en Argentina, país en donde se encontraban basadas las operaciones tanto de Turner como de Claxson, trasladando su sede de Miami a Buenos Aires. Desde 2007, pertenece al grupo WarnerMedia, y es operado por su subsidiaria WarnerMedia Latin America.
El 6 de abril de 2009, el canal presentó un nuevo paquete gráfico diseñado por InJaus, el departamento de servicios creativos de Turner. Se estrenaron nuevos bloques de programación como Hot Ranking, HTV Esencial, HTV Fiesta, HTV Sexy, HTV Pasión y HTV Raíces. Además se estrenó su nuevo eslogan "Se pone bueno" que acompañará en su nueva imagen, incluyendo un globo aerostático que será su símbolo principal. En septiembre del mismo año, se estrenó HTV Power, en el que el televidente podrá elegir entre tres videos enviando un SMS, y para noviembre se estrena HTV Tuyo en el que se podían pedir los videos a través de una webcam o de un celular y subir el material propio a la página del canal. Para el 2010, se estrena HTV Raíces México.
En 2011, se lanza el concurso Chica HTV, donde buscan a la nueva host/presentadora e imagen del canal. La ganadora se convertía en la nueva animadora durante un año. Las ediciones de 2011, 2012, 2014 y 2015, fueron realizadas en Venezuela, mientras que la edición de 2013, fue realizada en Colombia, con participaciones de chicas de Venezuela.
Para el 2014, se estrena Formula HTV. Un conteo con 10 videos, con los nuevos talentos de la industrial musical que compiten y tener el cupo directo para el ranking más caliente e importante de HTV, Hot Ranking. En el mismo año, transmitió los Premios 40 Principales.
Desde 2015 HTV lanza los Premios Heat Latin Music Awards. En el mismo año hasta 2018, HTV transmitió el Festival de Viña del Mar.
El 1 de mayo de 2016, el canal lanzó nuevas gráficas después de 7 años, dando inicio su etapa "juvenil/urbano". En 2017 cambió su relación de aspecto de 4:3 a 16:9, además de nuevos intros en sus programas.
En los últimos años, se han visto cambios dentro de su programación. Entre ellos, la eliminación de programas muy conocidos y populares.